# 三八式野砲
三八式野砲（日语：／）是德国於1905年设计给日本帝国购买的野战炮。时为明治天皇38年，故称为三八式。 

## 历史与发展

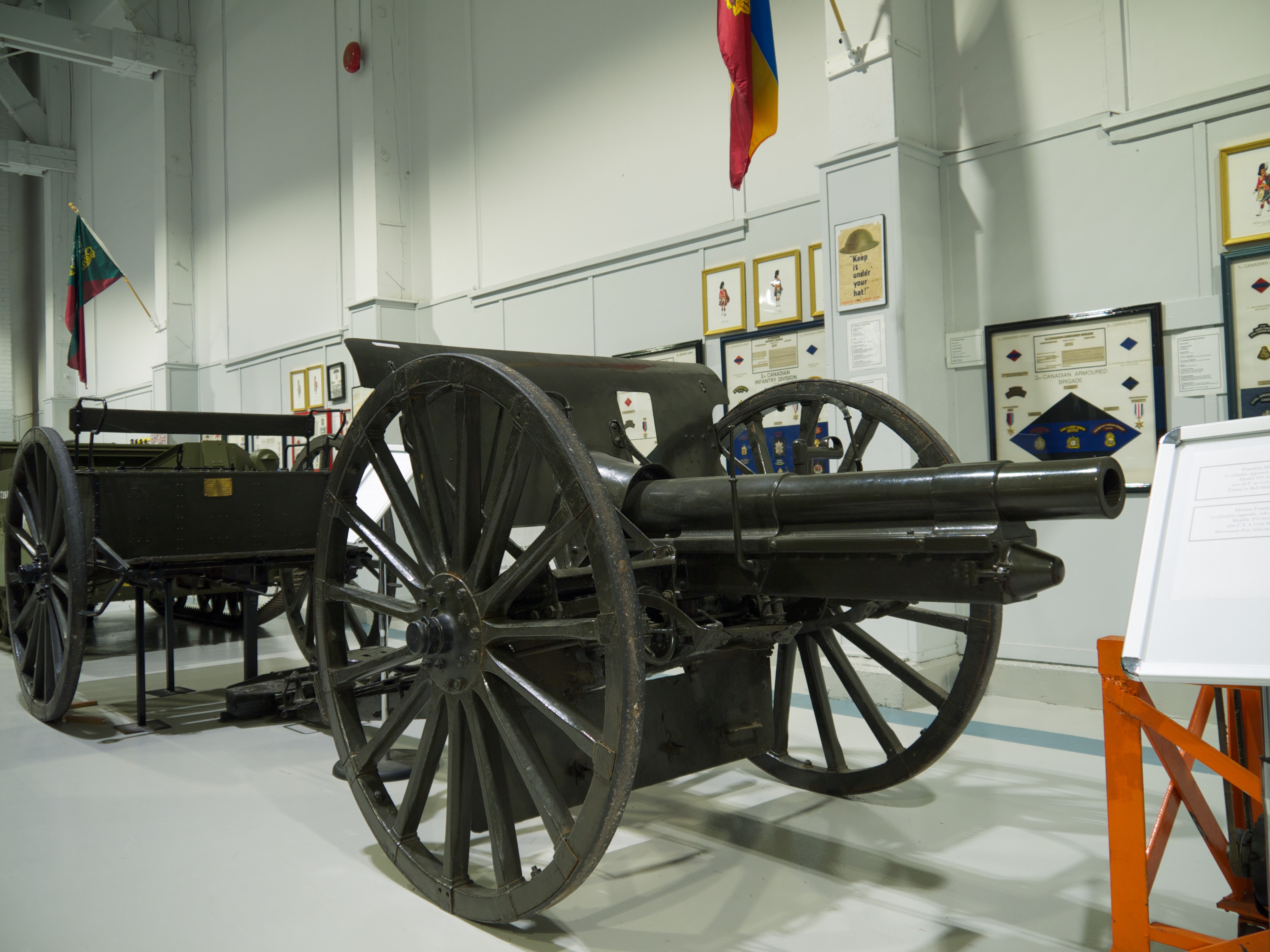
博登基地军事博物馆的三八式 75 毫米野战炮

雖日本在日俄战争中的火炮表现優勢，且於第一次世界大戰之前拥有制造中型或大口徑海军舰炮的技术和工业基础设施，但陸軍參謀本部還是向德国克虏伯寻求最新火炮设计。並购买了克虏伯7.5厘米1903型最初型号，日本称之为三八式野砲，由大阪兵工厂生产超过2,000门。

## 性能
三八式野砲初代型号使用锥形间断螺栓，单箱式尾梁，火炮仰角上限16°～30°。此外，没有平衡器的耳轴安装在炮管平衡中心。第一次世界大战后，三八式野砲基本上已经过时。在重新设计後三八式野砲後，相应地改进仰角、射程並將射速提高至每分钟10～12发。

## 设计
三八式野砲後在当时是完全传统的设计，在炮盾上配有乘员座椅和箱形尾梁。並有液压弹簧后坐系统、间断螺旋式后膛装置和一个1/16英寸厚的炮盾。

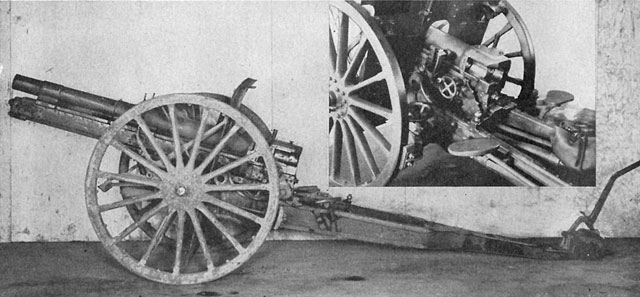
改进型三八式野砲 的侧视图，带有后膛的插入镜头

抗日战争之前，三八式野砲被广泛修改。可向前固定，并添加了平衡器以补偿炮口的重量。使用空心箱型尾梁，以削弱炮架鋼性為代價去換取將仰角达到43°。改良版被称为“改进型三八式野砲”。約生产400门。尽管用九十式野炮以取代设计，但到第二次世界大战时，这两种火炮数量仍然有限。
三八式野砲（改进型）能够发射高爆、穿甲弹头、破片、燃烧弹、烟雾和照明弹以及毒气弹。

## 使用國
- 大日本帝国

尽管已经过时，三八式野砲在抗日战争、苏日边境战争和太平洋战争被大量使用。
- 北越

曾使用三八式野砲參加越南抗法戰爭。
- 奉系军阀

1924年沈阳兵工厂仿制“民十三式75×31野炮”，最大射程8250米。